# عظاءة سباحة
عظاءة سباحة (الاسم العلمي: Neusticosaurus)، وهي جنس منقرض من الزواحف البحرية التي تنتمي إلى ترتيب النوتوصورات، كانت موجودة في إيطاليا وسويسرا وألمانيا. يبلغ طولها 18 سم، وتعد من أصغر النوتوصورات. يعتقد أنها تتغذى على الأسماك الصغيرة.